# 熊本県立大学の人物一覧
熊本県立大学の人物一覧（くまもとけんりつだいがくのじんぶついちらん）は、熊本県立大学に関係する人物の一覧記事。

## 大学関係者

### 理事長
- 蓑茂寿太郎 - 初代理事長
- 五百籏頭眞 - 第2代理事長
- 白石隆 - 第3代理事長

### 学長
- 手島孝 - 第8代学長
- 半藤英明 - 言語学、教授。第13代学長

### 著名な教職員
- 天野拓 - 政治学、准教授
- 荒木昭次郎 - 行政学、名誉教授
- 大岡敏昭 - 建築学、名誉教授
- 大島明秀 - 歴史学、准教授
- 川平敏文 - 国文学、准教授
- 鈴木元 (国文学者) - 文学、教授
- 永尾孝雄 - 法学、教授
- 平岡隆二 - 史学、准教授
- 元吉瑞枝 - ドイツ文学、名誉教授

## OB・OG

### 文化
- 武田双龍 - 書家
- 高瀬千図 - 小説家
- 上田公子 - 翻訳家、熊本県立女子専門学校英文科卒

### 芸能
- 中村恵子 - 1929年生まれの声優。熊本県立女子専門学校家政科卒
- 吉住 - お笑い芸人
- 宮崎京 - ファッションモデル

### アナウンサー
- 檜室英子 - RKKアナウンサー、熊本女子大学卒
- 藤本愛英 - TKUアナウンサー
- 平岡夏希 - 熊本放送アナウンサー
- 古田とわ - 宮崎放送アナウンサー
- 清原秀美 - ラジオパーソナリティ

### その他
- 國武直樹 - 経営者・コンサルタント
- 中西和也 - 社会起業家